# Les Riceys
Les Riceys é uma comuna francesa na região administrativa de Grande Leste, no departamento de Aube. Estende-se por uma área de 42,93 km². Em 2010 a comuna tinha 1 251 habitantes (densidade: 29,1 hab./km²).